# 塔克文和卢克丽霞 (提香，剑桥)
《塔克文和卢克丽霞》是提香的一幅布面油画，绘制于 1571 年，为西班牙腓力二世完成，当时画家已经八十多岁，是提香 晚年的一部杰作。作品有提香本人签名 。现藏于英国剑桥的菲茨威廉博物馆。 